# Mittelreiher
Der Mittelreiher (Ardea intermedia, Syn.: Mesophoyx intermedia) ist eine Vogelart aus der Familie der Reiher. Es ist eine schlanke, reinweiße Reiherart mit langem Hals und dunklen Beinen. Das Verbreitungsgebiet des Mittelreihers ist Süd- und Ostasien. Die in Afrika, bzw. in Australasien vorkommenden, 
sehr ähnlichen und nahe verwandten Reiher dieses Artenkomplexes, die bisher als konspezifisch erachtet wurden, werden mit Stand 2025 als eigenständige Arten betrachtet.

## Merkmale
Der Mittelreiher ist ein Reiher von mittlerer Größe und weißem Gefieder. Die Körperlänge beträgt 56 bis 70 Zentimeter. Kopf und Hals machen dabei etwa die Hälfte aus. Mittelreiher wiegen durchschnittlich 400 Gramm.
Er ist vom Silberreiher gut zu unterscheiden, da er deutlich kleiner ist. Vom etwa gleich großen Seidenreiher unterscheidet er sich durch den gelben Schnabel. Im Flug ist er dadurch zu erkennen, dass seine relativ kurzen Beine weniger über den Schwanz hinausragen als bei anderen Reiherarten.

## Vorkommen

Das Verbreitungsgebiet des Mittelreihers
Ganzjährig
Nur zur Brutzeit
Durchzug

Grafik zur Unterscheidung von Silberreiher (A. alba) und Mittelreiher

Sein großes Verbreitungsgebiet umfasst die Tropen vom östlichen Afrika über das südliche und östliche Asien bis nach Australien und Japan. Auf Tasmanien und Neuseeland ist er ein Irrgast. Sein Lebensraum sind Feuchtgebiete und flache Küstengewässer, aber auch überflutete Reisfelder. Sehr selten hält er sich auch an der Küste auf.

## Verhalten
Er jagt im flachen Wasser stehend nach Fischen, Krebstieren und Insekten. Gewöhnlich hält er sich dabei in Wassertiefen unter 8 Zentimeter auf und sucht bevorzugt nach Nahrung in Wasserregionen, die dicht bewachsen sind. Seine Nahrung sucht er, indem er bewegungslos Beute auflauert oder durch langsames Vorwärtsschreiten.
Die Nester bestehen gewöhnlich aus Ästen und Zweigen und werden auf Bäumen und Büschen in Gewässernähe errichtet. Dort nistet er in losen Kolonien, oft in der Gesellschaft anderer Reiherarten. Die Kolonien können sehr groß sein. Im australischen Kakadu-Nationalpark wiesen zwei Kolonien 1.800 beziehungsweise 3.000 bis 4.000 Nester auf. Die Nester sind flache, nur lose zusammengefügte Plattformen aus trockenen und frischen Zweigen. Am Bau sind beide Elternvögel beteiligt. Die Brut besteht aus zwei bis fünf Eiern. Das Gelege wird von beiden Altvögeln bebrütet und auch die Aufzucht der Jungvögel erfolgt durch beide Elternteile.

## Systematik
In letzter Zeit wird der Mittelreiher nicht mehr als eine einzelne Art, sondern als Artenschwarm mit drei eigenständigen Arten angesehen. Die drei Arten sind sich außerordentlich ähnlich, können aber anhand der Morphometrie des Schnabels voneinander unterschieden werden und sind auf verschiedenen Kontinenten verbreitet.
- Afrikamittelreiher (Ardea brachyrhyncha (Brehm, 1854)), kommt in Afrika vor.[6]
- Asienmittelreiher (Ardea intermedia Wagler, 1827), lebt in Süd- und Ostasien, von Pakistan im Westen bis Südkorea und Honshū (Japan) im Nordosten und den Philippinen und Indonesien im Südosten.[7]
- Pazifikmittelreiher (Ardea plumifera (Gould, 1848)), kommt auf Neuguinea und in Australien vor.[8]

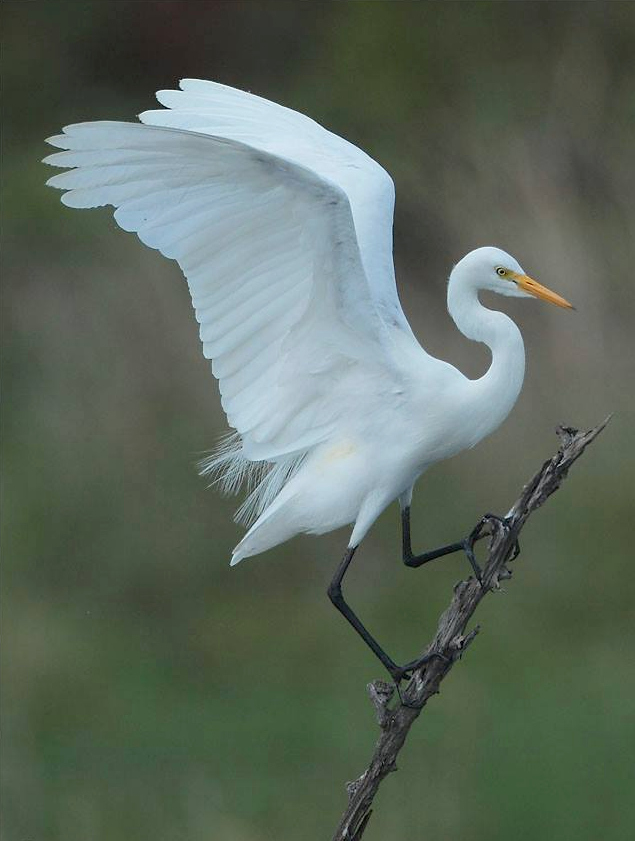
Afrikamittelreiher (Ardea brachyrhyncha)
Das Verbreitungsgebiet des Afrikamittelreihers
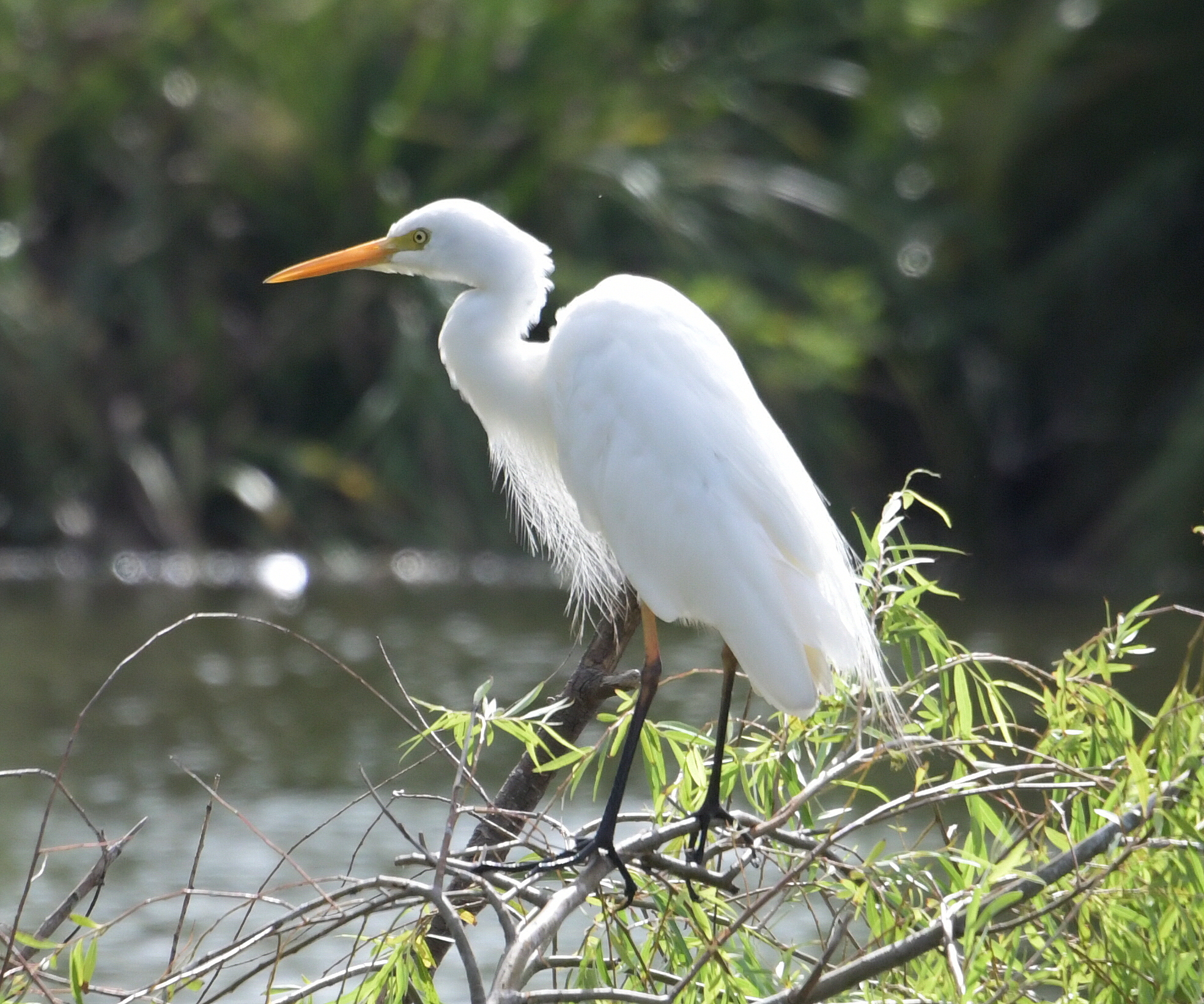
Pazifikmittelreiher (Ardea plumifera)
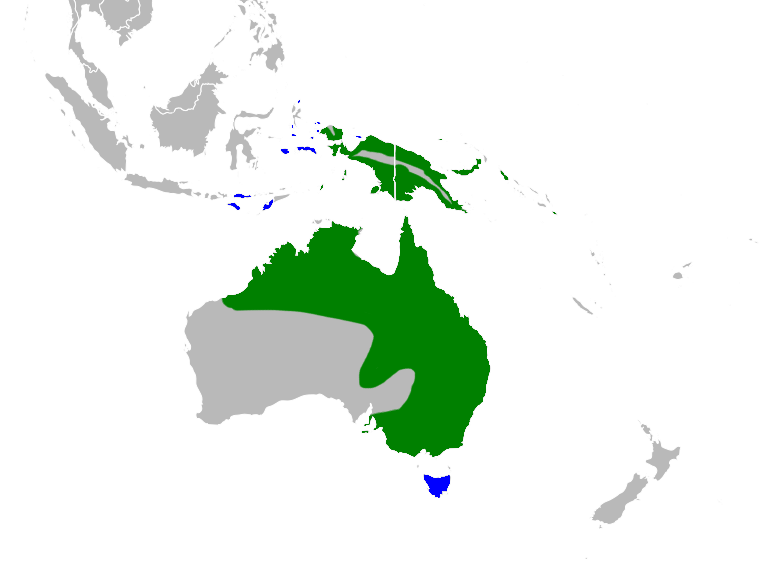
Das Verbreitungsgebiet des Pazifikmittelreihers

## Belege

### Einzelbelege
1. 1 2  
Adrian Walsh u. Chris Chafer: Taxonomic revision, occurrence, and identification of Intermediate Egret Ardea intermedia in North Queensland, Australia. Januar 2022, Australian Field Ornithology 39:174-194, DOI: 10.20938/afo39174194
2. ↑  Higgins, S. 979
3. ↑  Higgins, S. 980
4. ↑  Higgins, S. 982
5. ↑  Higgins, S. 984
6. ↑  
J. del Hoyo, A. Martínez-Vilalta, A. Motis, N. Collar, G. M. Kirwan und N. Moura (2023). Yellow-billed Egret (Ardea brachyrhyncha), Version 1.0. In Birds of the World (N. D. Sly und S. M. Billerman, Hrsg.). Cornell Lab of Ornithology, Ithaca, NY, USA. doi: 10.2173/bow.integr3.01
7. ↑  
J. del Hoyo, A. Martínez-Vilalta, A. Motis, N. Collar, G. M. Kirwan und N. Moura (2023). Medium Egret (Ardea intermedia), Version 1.0. In Birds of the World (N. D. Sly und S. M. Billerman, Hrsg.). Cornell Lab of Ornithology, Ithaca, NY, USA. doi: 10.2173/bow.integr1.01
8. ↑  
J. del Hoyo, A. Martínez-Vilalta, A. Motis, N. Collar, G. M. Kirwan und N. Moura (2023). Plumed Egret (Ardea plumifera), Version 1.0. In Birds of the World (N. D. Sly und S. M. Billerman, Editors). Cornell Lab of Ornithology, Ithaca, NY, USA. doi:10.2173/bow.integr2.01